# Ратчабурі (футбольний клуб)
Ратчабурі (тай. สโมสรฟุตบอลจังหวัดราชบุรี) — таїландський футбольний клуб з провінції Ратчабурі, який грає в Тай-лізі 1. Команда має прізвисько «Дракони», оскільки дракон зображений на офіційній емблемі клубу.

## Історія

### Заснування та перші роки
Футбольний клуб «Ратчабурі» був заснований у 2004 році, та в 2006 році розпочав виступи в таїландській Лізі 2. У 2006 році клуб виграв турнір у Дивізіоні 2, та отримав право на виступи в Дивізіоні 1 Таїландської ліги 2007 року, який на той час був другим дивізіоном у таїландському футболі. У першому дивізіоні в сезоні 2007 року в змаганнях брали участь 24 команди, поділені на 2 групи, по 12 команд у кожній, і наприкінці змагань п'ятірка найслабших команд із кожної групи вибували в Дивізіон 2 тайської ліги. «Ратчабурі» у сезоні 2007 році виступив невдало, завершивши сезон на останньому місці в групі А.
У 2008 році клуб «Ратчабурі» посів сьоме місце з 11 команд групи, та за правилами змагань мав вибувати з ліги, але через те, що Футбольна асоціація Таїланду змінила правила змагань на сезон 2009 року, «Ратчабурі» продовжив змагатися у Дивізіоні 2 тайської ліги. У 2009 році клуб виступав у регіональній лізі дивізіону 2 Центрального та Східного регіону. Клуб завершив сезон на 9 місці з 12 команд-учасниць.

### Друге дихання клубу
У 2010 році сім'я Нітікарнчана вирішила придбати футбольний клуб «Ратчабурі», який тоді грав у Дивізіоні 2 регіональної ліги. У 2011 році клуб виграв дивізіон «Центральний Схід», і після перемоги в групі А плей-оф дивізіону 2 здобув путівку до дивізіону 1.
Перед сезоном 2012 спонсором футбольного клубу «Ратчабурі» стала «Mitr Phol Group», і було повідомлено про зміну назви клубу на «Ратчабурі Мітр Пхол», президентом клубу став Сорро Клінпатум, віце-президентом Бунінг Нітікарнчана, а Танават Нітікарнчана став спортивним директором клубу, а Сомчай Майвілай став головним тренером команди.>
Ще виступаючи в дивізіоні 1, «Ратчабурі» дійшов до фіналу Кубка тайської ліги 2012 року, де програв «Бурірам Юнайтед» з рахунком 1-4. Цей фінал найбільше запам'ятався форс-мажорними обставинами, з якими зіткнувся «Ратчабурі», оскільки у них не було замін на лавці запасних через те, що вони були орендовані в їх суперників «Бурірам Юнайтед», які не дали дозволу на їх участь у грі. У "Ратчабур"і не було шансів на перемогу, оскільки «Бурірам» у фіналі швидко довів свою перевагу.

### Підвищення у вищий дивізіон
У наступному сезоні «Дракони» пройшов транзитом через перший дивізіон, відразу вигравши лігу, та отримавши путівку до Прем'єр-ліги. У першому сезоні в найвищому дивізіоні «Ратчабурі Мітр Пхол» виступила невдало, посівши 15-е місце серед 18 команд, проте у зв'язку із суперечкою між командами «Сісакетом» і «Есан Юнайтед», керівництво ліги вирішило збільшити кількість команд у найвищому дивізіоні до 20, унаслідок чого за підсумками сезону 2013 тайської Прем'єр-ліги була лише одна команда, яка вибула — «Паттая Юнайтед» (яка зайняла 17-те місце).
У сезоні 2014 року клуб «Ратчабурі Мітр Пхол» відреагував на попередній невдалий виступ, з початку нового сезону призначивши головним тренером клубу колишнього головного тренера «Жирони» Рікардо Родрігеса. За підсумками сезону 2014 року «Дракони» фінішували на 4-му місці в лізі.

### Переїзд на стадіон «Мітр Пхол» та подальші роки виступів

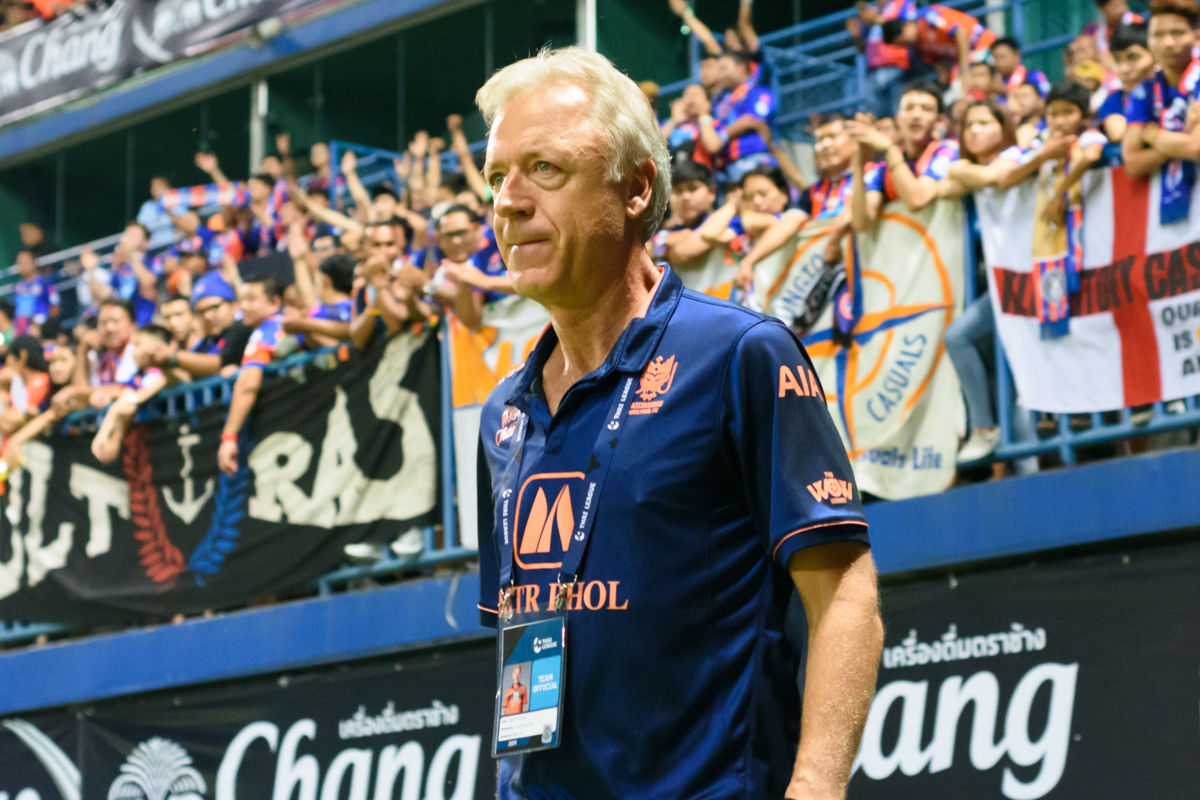
Роберт Прокурер, перший технічний директор клубу

Після 3 років виступів у найвищому дивізіоні «Ратчабурі Мітр Пхол» розробив проєкт будівництва власного футбольного стадіону. Стадіон почали будувати в 2015 році, і відкрили в середині 2016 року. У 2016 році клуб переїхав на новий стадіон, який отримав назву «Мітр Пхол», клуб також призначив Роберта Прокюрера технічним директором клубу.
У 2016 році, після смерті короля Пуміпона Адульядета, Футбольна асоціація Таїланду скасувала 14 жовтня 2016 року решту сезону ліги та кубкового сезону, в якому залишолося зіграти лише фінал. «Дракони» фінішували в чемпіонаті на 6 місці.

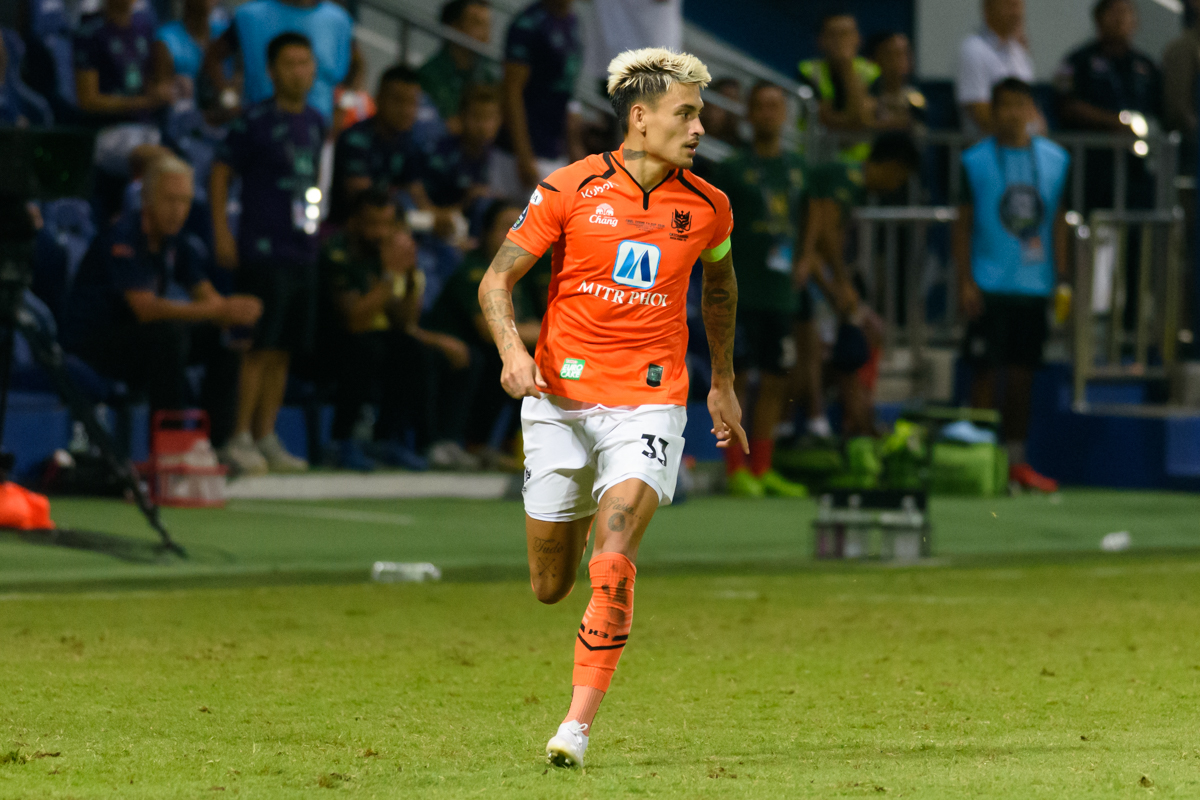
Філіп Роллер, капітан команди з 2019 по 2021 рік

У 2017 році під керівництвом головного тренера Пачети «Ратчабурі» продовжував прогресувати, і команда, до складу якої входили гравці змішаного походження Філіп Роллер і Кевін Діромрам, зайняла за підсумками сезону 6-е місце в чемпіонаті, а також дійшли до півфіналу Кубка ліги, програвши 0–1 команді «Чіанграй Юнайтед» на стадіоні «Субачаласай».
У 2018 році в чемпіонаті команда виступила невдало, та скотилася на дно турнірної таблиці. «Дракони» завершили сезон на 12-му місці з 43 очками, відірвавшись лише на одне очко від зони безпеки.
У 2019 році, обігравши «Бурірам Юнайтед» у півфіналі, «Дракони» вперше у своїй історії вийшли у фінал Кубка Таїланду. У фіналі, що проходив на стадіоні «Лео», «Ратчабурі Мітр Фол» програв клубу «Порт» з рахунком 0–1, а Серхіо Суарес забив гол у другому таймі. «Ратчабурі» став лише фіналістом кубку.У 2020 році «Ратчабурі» вперше в історії клубу кваліфікувався до Ліги чемпіонів АФК після того, як потрапив до четвірки кращих команд чемпіонату.

## Академія клубу
Клуб «Ратчабурі» відкрив свою першу академію в 2016 році під назвою «The Dragons Academy». У 2017 році клуб призначив Дугласа Кардозо керівником відділу розвитку юнацьких команд.

## Стадіон

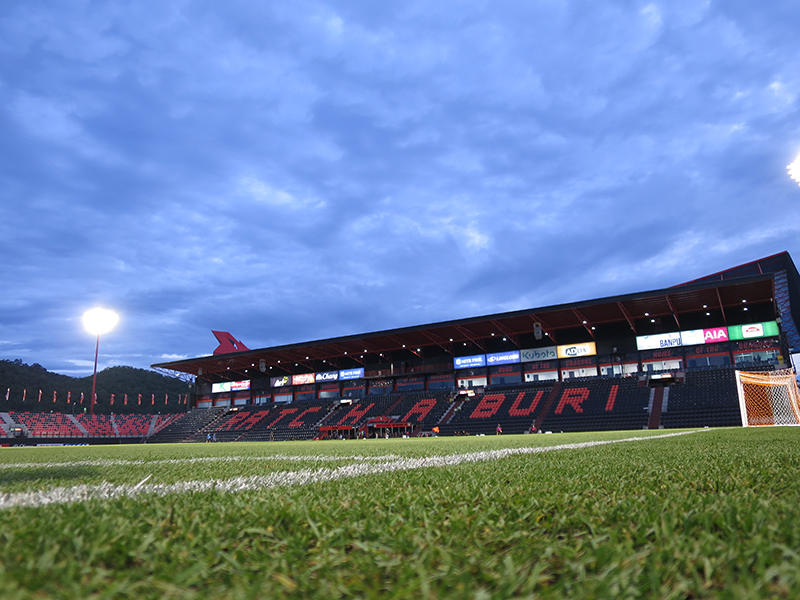
Новий стадіон клубу «Ратчабурі»

З 2007 по 2016 рік клуб використовував провінційний стадіон Ратчабурі, що належить місцевій владі, як поле для домашніх ігор. У червні 2016 року клуб побудував стадіон «Нью Ратчабурі» в місті Хуай-Пхай в провінції Ратчабурі, який став його новою домашньою ареною, і безпосередньо належить клубу. Стадіон розрахований на 10 тисяч місць.